# سبيكتاكيولار سبايدرمان
سبيكتاكيولار سبايدرمان هي النسخة العربية من المسلسل الكرتوني «سبايدرمان» وقد عرضت سنة 2014 على قناة MBC3 ولا تختلف هذه النسخة عن النسخة الأصلية، حيث تدور قصة المسلسل حول شاب يعيش مع عمته واسمه بيتر باركر، وهو صحفي يعمل في جريدة «بيوغل»، ولكنه في الحقيقة بطل خارق اكتسب قوته الخارقة بعد أن لدغه عنكبوت معدل جينيا فأصبح بطلا خارقا تحت اسم «سبايدرمان» ينقد دائما مدينته من الأشرار الذين يحاولون الإقع به لكن دوما يهزمهم.

## وصلات خارجية
- سبيكتاكيولار سبايدرمان على موقع IMDb (الإنجليزية)
- سبيكتاكيولار سبايدرمان على موقع ميتاكريتيك (الإنجليزية)
- سبيكتاكيولار سبايدرمان على موقع روتن توميتوز (الإنجليزية)
- سبيكتاكيولار سبايدرمان على موقع نتفليكس (الإنجليزية)
- سبيكتاكيولار سبايدرمان على موقع كينوبويسك (الروسية)
- سبيكتاكيولار سبايدرمان على موقع ألو سيني (الفرنسية)
- سبيكتاكيولار سبايدرمان على موقع قاعدة بيانات الفيلم (الإنجليزية)

1. ↑  Fernsehserien.de (بالألمانية), QID:Q54871129